# Teloschistes flavicans
Espèce
Teloschistes flavicans est une espèce de lichen fruticuleux, presque filamenteux, de la famille des Teloschistaceae. Il habite essentiellement le voisinage immédiat des rivages océaniques. Il s'agit d'une espèce rare, en déclin, qui pourrait nécessiter un statut de protection.